# Edertal
Edertal é um município da Alemanha, situado no distrito de Waldeck-Frankenberg, no estado de Hesse. Tem 115,72 km² de área, e sua população em 2019 foi estimada em 6.210 habitantes.